# Elskovsbarnet (film fra 1916)
 For alternative betydninger, se Elskovsbarnet. (Se også artikler, som begynder med Elskovsbarnet)
Elskovsbarnet er en stumfilm fra 1916 med ukendt instruktør.